# Yumbe
Yumbe  este un oraș  în partea de nord-vest a Ugandei. Este reședinta  districtului Yumbe. La recensământul din 2002 avea o populație de 15.325 locuitori.